# برايان فورد
برايان فورد هو لاعب هوكي الجليد كندي، ولد في 22 سبتمبر 1961 في إدمونتون في كندا.

## وصلات خارجية
- برايان فورد على موقع دوري الهوكي الوطني (الإنجليزية)
- برايان فورد على موقع قاعة مشاهير الهوكي (لاعب أن.إتش.أل) (الإنجليزية)
- برايان فورد على موقع EliteProspects.com (الإنجليزية)
- برايان فورد على موقع HockeyDB.com (الإنجليزية)